# WTA de Tashkent
O WTA de Tashkent – ou Tashkent Open, na última edição – foi um torneio de tênis profissional feminino, de nível WTA International.
Realizado em Tashkent, capital de Uzbequistão, estreou em 1999. Os jogos eram disputados em quadras duras durante o mês de setembro. Depois de 2019, foi substituído por Lyon.

## Finais

### Simples
| Ano  | Campeã                 | Vice-campeã         | Resultado      |
| ---- | ---------------------- | ------------------- | -------------- |
| 2019 | Alison Van Uytvanck    | Sorana Cîrstea      | 6–2, 4–6, 6–4  |
| 2018 | Margarita Gasparyan    | Anastasia Potapova  | 6–2, 6–1       |
| 2017 | Kateryna Bondarenko    | Tímea Babos         | 6–4, 6–4       |
| 2016 | Kristýna Plíšková      | Nao Hibino          | 6–3, 2–6, 6–3  |
| 2015 | Nao Hibino             | Donna Vekić         | 6–2, 6–2       |
| 2014 | Karin Knapp            | Bojana Jovanovski   | 6–2, 7–64      |
| 2013 | Bojana Jovanovski      | Olga Govortsova     | 4–6, 7–5, 7–63 |
| 2012 | Irina-Camelia Begu     | Donna Vekić         | 6–4, 6–4       |
| 2011 | Ksenia Pervak          | Eva Birnerová       | 6–3, 6–1       |
| 2010 | Alla Kudryavtseva      | Elena Vesnina       | 6–4, 6–4       |
| 2009 | Shahar Pe'er           | Akgul Amanmuradova  | 6–3, 6–4       |
| 2008 | Sorana Cîrstea         | Sabine Lisicki      | 2–6, 6–4, 7–64 |
| 2007 | Pauline Parmentier     | Victoria Azarenka   | 7–5, 6–2       |
| 2006 | Sun Tiantian           | Iroda Tulyaganova   | 6–2, 6–4       |
| 2005 | Michaëlla Krajicek     | Akgul Amanmuradova  | 6–0, 4–6, 6–3  |
| 2004 | Nicole Vaidišová       | Virginie Razzano    | 5–7, 6–3, 6–2  |
| 2003 | Virginia Ruano Pascual | Saori Obata         | 6–2, 7–62      |
| 2002 | Marie-Gaïané Mikaelian | Tatiana Poutchek    | 6–4, 6–4       |
| 2001 | Bianka Lamade          | Seda Noorlander     | 6–3, 2–6, 6–2  |
| 2000 | Iroda Tulyaganova      | Francesca Schiavone | 6–3, 2–6, 6–3  |
| 1999 | Anna Smashnova         | Laurence Courtois   | 6–3, 6–3       |

### Duplas
| Ano  | Campeãs                                       | Vice-campeãs                             | Resultado         |
| ---- | --------------------------------------------- | ---------------------------------------- | ----------------- |
| 2019 | Hayley Carter Luisa Stefani                   | Dalila Jakupović Sabrina Santamaria      | 6–3, 7–64         |
| 2018 | Olga Danilović Tamara Zidanšek                | Irina-Camelia Begu Raluca Olaru          | 7–5, 6–3          |
| 2017 | Tímea Babos Andrea Hlaváčková                 | Nao Hibino Oksana Kalashnikova           | 7–5, 6–4          |
| 2016 | Raluca Olaru İpek Soylu                       | Demi Schuurs Renata Voráčová             | 7–5, 6–3          |
| 2015 | Margarita Gasparyan Alexandra Panova          | Vera Dushevina Kateřina Siniaková        | 6–1, 3–6, [10–3]  |
| 2014 | Aleksandra Krunić Kateřina Siniaková          | Margarita Gasparyan Alexandra Panova     | 6–2, 6–1          |
| 2013 | Tímea Babos Yaroslava Shvedova                | Olga Govortsova Mandy Minella            | 6–3, 6–3          |
| 2012 | Paula Kania Polina Pekhora                    | Anna Chakvetadze Vesna Dolonc            | 6–2, ab.          |
| 2011 | Eleni Daniilidou Vitalia Diatchenko           | Lyudmyla Kichenok Nadiya Kichenok        | 6–4, 6–3          |
| 2010 | Alexandra Panova Tatiana Poutchek             | Alexandra Dulgheru Magdaléna Rybáriková  | 6–3, 6–4          |
| 2009 | Olga Govortsova Tatiana Poutchek              | Vitalia Diatchenko Ekaterina Dzehalevich | 6–2, 16–7, [10–8] |
| 2008 | Ioana Raluca Olaru Olga Savchuk               | Nina Bratchikova Kathrin Wörle           | 5–7, 7–5, [10–7]  |
| 2007 | Ekaterina Dzehalevich Anastasiya Yakimova     | Tatiana Poutchek Anastasia Rodionova     | 2–6, 6–4, [10–7]  |
| 2006 | Victoria Azarenka Tatiana Poutchek            | Maria Elena Camerin Emmanuelle Gagliardi | w.o.              |
| 2005 | Maria Elena Camerin Émilie Loit               | Anastasia Rodionova Galina Voskoboeva    | 6–3, 6–0          |
| 2004 | Adriana Serra Zanetti Antonella Serra Zanetti | Marion Bartoli Mara Santangelo           | 1–6, 6–3, 6–4     |
| 2003 | Yulia Beygelzimer Tatiana Poutchek            | Li Ting Sun Tiantian                     | 6–3, 7–60         |
| 2002 | Tatiana Perebiynis Tatiana Poutchek           | Mia Buric Galina Fokina                  | 7–5, 6–2          |
| 2001 | Petra Mandula Patricia Wartusch               | Tatiana Perebiynis Tatiana Poutchek      | 6–1, 6–4          |
| 2000 | Li Na Li Ting                                 | Iroda Tulyaganova Anna Zaporozhanova     | 3–6, 6–2, 6–4     |
| 1999 | Evgenia Kulikovskaya Patricia Wartusch        | Eva Bes Gisela Riera-Roura               | 7–63, 6–0         |